# Tarsipedidae
Tarsipedidae is een familie van klimbuideldieren. De familie kent één soort en is daarom een monotypische familie.

## Taxonomie
- Familie Tarsipedidae
  - Geslacht Tarsipes
    - Tarsipes rostratus - Slurfbuidelmuis - Gervais & Verreaux, 1842